# Бенитес, Вальтер Даниэль
Ва́льтер Даниэ́ль Бени́тес (исп. Walter Daniel Benítez; род. 19 января 1993, Сан-Мартин, Буэнос-Айрес или Хенераль Хосе де Сан-Мартин) — аргентинский футболист, вратарь английского клуба «Кристал Пэлас».

## Карьера

### Клубная
Вальтер является воспитанником аргентинского клуба «Кильмес», в основном составе которого дебютировал 15 апреля 2014 года во встрече с «Велес Сарсфилд». До конца Чемпионата Финаль 2013/14 Бенитес провёл ещё 5 матчей, в которых пропустил 6 мячей.
21 июня 2022 года подписал трёхлетний контракт с нидерландским ПСВ.

### В сборной
В составе молодёжной сборной Аргентины голкипер принимал участие в Чемпионате Южной Америки 2013. На турнире провёл 3 матча своей команды, которая не сумела преодолеть первый этап.

## Достижения
ПСВ
- Чемпион Нидерландов (2): 2023/24, 2024/25
- Обладатель Суперкубка Нидерландов (2): 2022, 2023

«Кристал Пэлас»
- Обладатель Суперкубка Англии: 2025